# Хосе Малькампо-і-Монхе
Хосе Малькампо-і-Монхе, 3-й маркіз Сан-Рафаель, граф Холо (ісп. José Malcampo y Monge; 1828—23 травня 1880) — іспанський адмірал і політик, генерал-губернатор Філіппін, голова уряду Іспанії за правління короля Амадея I.